# Milan Hejduk
Milan Hejduk (* 14. února 1976 Ústí nad Labem) je bývalý český hokejový útočník.

## Sportovní kariéra
S profesionálním hokejem začínal v Pardubicích, roku 1994 byl draftován týmem Quebec Nordiques (jako 87. celkově). V NHL však hrál až od sezóny 1998/1999 za tým Colorado Avalanche. K jeho největším úspěchům patří zisk Stanley Cupu v roce 2001 a zisk Maurice Richard Trophy pro nejlepšího střelce NHL. Na domácí scéně získal titul s Pardubicemi roku 2005. Byl členem úspěšného výběru na ZOH v Naganu (1998), kde nastoupil až ve třech zápasech play off a pomohl vybojovat historicky první zlatou olympijskou medaili pro český hokejový tým. S reprezentací hrál také na ZOH 2002 a 2006, přičemž v Turíně 2006 získal bronzovou medaili.
V Coloradu nosil dres s číslem 23, byl také kapitánem týmu. Dne 9. prosince 2007 se dočkal pátého hattricku v NHL, když v utkání proti St. Louis Blues (konečné skóre 9:5), zaznamenal osobní rekord 6 kanadských bodů za tři branky a tři asistence. Dne 5. července 2013 mu vedení Colorada nenabídlo prodloužení smlouvy, což znamenalo jeho konec v dresu Avalanche. V následující sezóně již v žádném klubu nehrál a 24. února 2014 oznámil konec své kariéry. Téměř 4 roky po ukončení jeho profesionální hráčské kariéry byl 6. ledna 2018 Hejdukův dres slavnostně vyvěšen pod strop arény Pepsi Center v Denveru, kde strávil celou kariéru NHL, a jeho číslo 23 bylo v klubu Colorado Avalanche na jeho počest navždy vyřazeno. Zařadil se tak k dalším klubovým legendám Joeu Sakicovi, Peteru Forsbergovi, Patricku Roy, Adamu Footeovi a Rayi Bourqueovi.

## NHL All-Star Games
Milan se zúčastnil tří NHL All-Star Game. V roce 2000 hrál za Výběr světa a vyhrál 9:4 nad výběrem Severní Ameriky. Připsal si první asistenci na gólu Pavla Demitry ve třetí třetině. V roce 2001 byl vybrán, aby nahradil zraněného Jaromíra Jágra v první formaci, celkově byl Hejduk jedním z šesti hráčů Avalanche, kteří byli vybráni do úvodní formace. Nicméně v zápase nebodoval. V roce 2009 byl vybrán jako jediný zástupce Avalanche, v utkání vsítil jeden gól a připsal si dvě asistence.

## Rodina
Milan je ženatý, s manželkou Zlatuší mají dvojčata Marka a Davida, narozené 3. ledna 2004. Oba hrají lední hokej. Bratranec Tomáš Hejduk (* 1977) je také hokejový útočník, který hraje v nižších soutěžích a v roce 2003 se dostal do reprezentačního kádru v inline hokeji, se kterým získal stříbrnou medaili na mistrovství světa (asociace FIRS).
Otec Milan Hejduk st. (* 1950) se stal v sezoně 1972/1973 mistrem Československa s Teslou Pardubice. Kromě angažmá v Pardubicích hrál v Ústi nad Labem a v Kolíně. Matka Blanka Hejduková hrála v Pardubicích a v Ústi nad Labem tenisovou ligu.

## Ocenění a úspěchy
- 1994 ČHL – Nejlepší nováček
- 1999 NHL – All-Rookie Tým
- 2001 NHL – Nejlepší nahrávač v playoff
- 2003 Zlatá hokejka
- 2003 NHL – Bud Light Plus/Minus
- 2003 NHL – Maurice Richard Trophy
- 2003 NHL – Druhý All-Star Team
- 2005 ČHL – Vítězný gól
- 2000, 2001, 2009 NHL – All-Star Game
- V roce 2018 Colorado Avalanche slavnostně vyřadilo a vyvěsilo Hejdukovo číslo 23 ke stropu haly Ball Arena.
- V roce 2019 byl uveden do Síně slávy českého hokeje.

## Prvenství
- Debut v NHL – 10. října 1998 (Colorado Avalanche proti Ottawa Senators)
- První gól v NHL – 10. října 1998 (Colorado Avalanche proti Ottawa Senators, americkému brankáři Damian Rhodes)
- První asistence v NHL – 10. října 1998 (Colorado Avalanche proti Ottawa Senators)
- První hattrick v NHL – 8. února 2003 (Colorado Avalanche proti Detroit Red Wings)

## Klubová statistika
| Sezóna       | Klub                        | Soutěž       |      | Základní část | Základní část | Základní část | Základní část | Základní část |    | Play off | Play off | Play off | Play off | Play off |
| Sezóna       | Klub                        | Soutěž       | Z    | G             | A             | B             | TM            | Z             | G  | A        | B        | TM       |          |          |
| 1993/94      | HC Pardubice                | ČHL          | 20   | 7             | 2             | 9             | 4             | 10            | 3  | 1        | 4        | 0        |          |          |
| 1994/95      | HC Pardubice                | ČHL          | 43   | 10            | 13            | 23            | 6             | —             | —  | —        | —        | —        |          |          |
| 1995/96      | HC Pojišťovna IB Pardubice  | ČHL          | 37   | 13            | 7             | 20            | 4             | —             | —  | —        | —        | —        |          |          |
| 1996/97      | HC Pojišťovna IB Pardubice  | ČHL          | 51   | 27            | 11            | 38            | 10            | 10            | 6  | 0        | 6        | 27       |          |          |
| 1997/98      | HC IPB Pojišťovna Pardubice | ČHL          | 49   | 26            | 17            | 43            | 20            | 3             | 0  | 0        | 0        | 2        |          |          |
| 1998/99      | Colorado Avalanche          | NHL          | 82   | 14            | 34            | 48            | 26            | 16            | 6  | 6        | 12       | 4        |          |          |
| 1999/00      | Colorado Avalanche          | NHL          | 82   | 36            | 36            | 72            | 16            | 17            | 5  | 4        | 9        | 6        |          |          |
| 2000/01      | Colorado Avalanche          | NHL          | 80   | 41            | 38            | 79            | 36            | 23            | 7  | 16       | 23       | 6        |          |          |
| 2001/02      | Colorado Avalanche          | NHL          | 62   | 21            | 23            | 44            | 24            | 16            | 3  | 3        | 6        | 4        |          |          |
| 2002/03      | Colorado Avalanche          | NHL          | 82   | 50            | 48            | 98            | 32            | 7             | 2  | 2        | 4        | 2        |          |          |
| 2003/04      | Colorado Avalanche          | NHL          | 82   | 35            | 40            | 75            | 20            | 11            | 5  | 2        | 7        | 0        |          |          |
| 2004/05      | HC Moeller Pardubice        | ČHL          | 48   | 25            | 26            | 51            | 14            | 16            | 6  | 2        | 8        | 6        |          |          |
| 2005/06      | Colorado Avalanche          | NHL          | 74   | 24            | 34            | 58            | 24            | 9             | 2  | 6        | 8        | 2        |          |          |
| 2006/07      | Colorado Avalanche          | NHL          | 80   | 35            | 35            | 70            | 44            | —             | —  | —        | —        | —        |          |          |
| 2007/08      | Colorado Avalanche          | NHL          | 77   | 29            | 25            | 54            | 36            | 10            | 3  | 3        | 6        | 4        |          |          |
| 2008/09      | Colorado Avalanche          | NHL          | 82   | 27            | 32            | 59            | 16            | —             | —  | —        | —        | —        |          |          |
| 2009/10      | Colorado Avalanche          | NHL          | 56   | 23            | 21            | 44            | 10            | 3             | 1  | 0        | 1        | 0        |          |          |
| 2010/11      | Colorado Avalanche          | NHL          | 71   | 22            | 34            | 56            | 18            | —             | —  | —        | —        | —        |          |          |
| 2011/12      | Colorado Avalanche          | NHL          | 81   | 14            | 23            | 37            | 14            | —             | —  | —        | —        | —        |          |          |
| 2012/13      | Colorado Avalanche          | NHL          | 29   | 4             | 7             | 11            | 0             | —             | —  | —        | —        | —        |          |          |
| Celkem v NHL | Celkem v NHL                | Celkem v NHL | 1020 | 375           | 430           | 805           | 316           | 112           | 34 | 42       | 76       | 28       |          |          |
| Celkem ČHL   | Celkem ČHL                  | Celkem ČHL   | 248  | 108           | 76            | 184           | 58            | 39            | 15 | 3        | 18       | 35       |          |          |

## Reprezentace
Premiéra v reprezentaci – 7. 11. 1996 v Helsinkách proti Švédsku (Karjala Cup).
| Rok                       | Tým                       | Soutěž                    | Z  | G | A | B | TM |
| ------------------------- | ------------------------- | ------------------------- | -- | - | - | - | -- |
| 1995                      | Česko 20                  | MS 20                     | 7  | 1 | 3 | 4 | 14 |
| 1996                      | Česko 20                  | MS 20                     | 6  | 0 | 0 | 0 | 0  |
| 1998                      | Česko                     | OH                        | 4  | 0 | 0 | 0 | 2  |
| 1998                      | Česko                     | MS                        | 1  | 0 | 0 | 0 | 0  |
| 2002                      | Česko                     | OH                        | 4  | 1 | 0 | 1 | 0  |
| 2003                      | Česko                     | MS                        | 7  | 5 | 1 | 6 | 2  |
| 2004                      | Česko                     | SP                        | 4  | 3 | 2 | 5 | 2  |
| 2006                      | Česko                     | OH                        | 8  | 3 | 1 | 3 | 2  |
| Mistrovství světa 2×      | Mistrovství světa 2×      | Mistrovství světa 2×      | 8  | 5 | 1 | 6 | 2  |
| Olympijské hry 3×         | Olympijské hry 3×         | Olympijské hry 3×         | 16 | 3 | 1 | 4 | 4  |
| Kanadský/Světový pohár 1× | Kanadský/Světový pohár 1× | Kanadský/Světový pohár 1× | 4  | 3 | 2 | 5 | 2  |

Celková bilance 49 utkání/16 branek